# NGC 4400
NGC 4400 este o galaxie situată în constelația Câinii de Vânătoare. A fost descoperită în 13 aprilie 1850 de către William Parsons, 3rd Earl of Rosse⁠(d).